# Jenny Wren (singel)
Jenny Wren – singel Paula McCartneya wydany 31 października 2005 roku. Pochodzi z albumu Chaos and Creation in the Backyard.

## Okoliczności powstania i charakterystyka singla
Piosenka Jenny Wren została napisana w Los Angeles i jest o postaci z noweli Charlesa Dickensa pt. "Nasz wspólny przyjaciel". Nazwa odnosi się także do pewnego gatunku ptaka nazywanego "wren", który podobno jest ulubionym gatunkiem Paula. Melodia została utrzymana w klimacie Beatlesowskiego przeboju Blackbird, Mother Nature's Son (z albumu "The Beatles" zwanego potocznie "Białym Albumem") i Calico Skies (z Flaming Pie).

## Lista utworów
1. "Jenny Wren" (radio edit) – 2:09

- 7" R6678

1. "Jenny Wren" – 3:47
2. "Summer of '59" – 2:11

- CD CDR6678

1. "Jenny Wren" – 3:47
2. "I Want You To Fly" – 5:03

- Maxi-CD CDRS6678

1. "Jenny Wren" – 3:47
2. "I Want You To Fly" – 5:03
3. "This Loving Game" – 3:15

## Nagrody i pozycja na listach przebojów
Piosenka Jenny Wren została nominowana do Nagrody Grammy w 2007 w kategorii najlepsze wokalne wykonanie piosenki popowej. Dotarła do 22. pozycji w Wlk. Brytanii.